# マナグア
マナグア（Managua スペイン語発音: [maˈnaɣwa]）は、ニカラグアの首都。都市圏人口は約140万人で同国最大の都市である。中央アメリカではグアテマラシティに次いで2番目に大きい。

## 概要
マナグア市の設立は1819年であり、ニカラグアでは比較的歴史の浅い都市である。しかし、1823年のニカラグア独立後、首都の候補に上がっていたレオンとグラナダの誘致合戦があり、両市の中間に位置していたマナグアが妥協点として首都に選ばれた。
人種は、メスティーソと白人で構成され、使用されている言語はスペイン語である。国際空港として、アウグスト・セサル・サンディノ国際空港（Augusto C. Sandino）がある。

## 歴史
スペイン人の到来以前、マナグア湖南岸に先住民の漁村があったことが確認されている。
- 1819年、マナグア設立。
- 1852年、ニカラグアの首都に選ばれた。マナグアは行政の拠点となりインフラが整えられ、急速に都市化が進んだ。しかし、1876年と1885年に洪水に見舞われ、1931年には壊滅的な地震と大火に襲われ、街のほとんどが崩壊した。
- 1936年に大火により大きな被害を受けた。アナスタシオ・ソモサ・ガルシア独裁政権下 (1936–1979) で町は急速に発展した。新しい政府系の建物が建ち、産業が発展し大学が設立された。マナグアは中米で最も発展した街となった。
- 1972年12月23日の巨大地震により町の90%が崩壊し、19,120人が亡くなった。この地震によりダウンタウンの再建は放棄された。
- 1979年、ニカラグア革命によるアナスタシオ・ソモサ・デバイレ亡命。コントラ戦争（1979年-1989年）
- 1998年、ハリケーン・ミッチによる気象災害
- 2006年、サンディニスタ民族解放戦線が政権復権。ダニエル・オルテガによる穏健派政策により、識字率向上、健康、復興プログラムが拡大された。21世紀に入ると震災からの復興が進んだ。
- 2009年、マナグア湖から下水を引くため、マナグア県東部のロス・メルセデスに新たな下水道システム施設を建設。水質改善が進んだ。

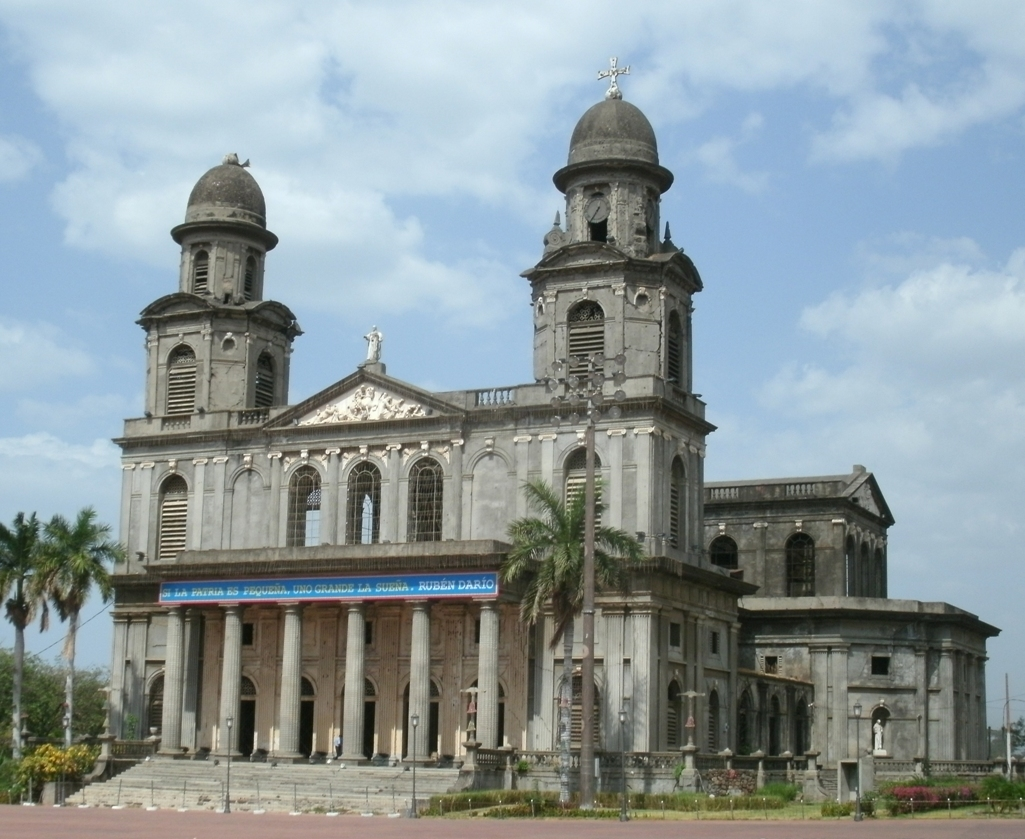
旧マナグア大聖堂（2015年）

## 地理

### 気候
| マナグアの気候              | マナグアの気候 | マナグアの気候 | マナグアの気候 | マナグアの気候 | マナグアの気候 | マナグアの気候 | マナグアの気候 | マナグアの気候 | マナグアの気候 | マナグアの気候 | マナグアの気候 | マナグアの気候 | マナグアの気候 |
| 月                          | 1月            | 2月            | 3月            | 4月            | 5月            | 6月            | 7月            | 8月            | 9月            | 10月           | 11月           | 12月           | 年             |
| --------------------------- | -------------- | -------------- | -------------- | -------------- | -------------- | -------------- | -------------- | -------------- | -------------- | -------------- | -------------- | -------------- | -------------- |
| 平均最高気温 °C （°F）      | 31.0 (87.8)    | 32.1 (89.8)    | 33.6 (92.5)    | 34.3 (93.7)    | 34.0 (93.2)    | 31.4 (88.5)    | 30.9 (87.6)    | 31.4 (88.5)    | 30.3 (86.5)    | 30.8 (87.4)    | 30.6 (87.1)    | 30.8 (87.4)    | 31.8 (89.2)    |
| 平均最低気温 °C （°F）      | 20.4 (68.7)    | 20.6 (69.1)    | 21.7 (71.1)    | 22.6 (72.7)    | 23.4 (74.1)    | 23.0 (73.4)    | 22.6 (72.7)    | 22.4 (72.3)    | 22.2 (72)      | 22.1 (71.8)    | 20.9 (69.6)    | 20.0 (68)      | 21.8 (71.2)    |
| 雨量 mm （inch）            | 9 (0.35)       | 5 (0.2)        | 3 (0.12)       | 8 (0.31)       | 130 (5.12)     | 224 (8.82)     | 144 (5.67)     | 136 (5.35)     | 215 (8.46)     | 280 (11.02)    | 42 (1.65)      | 8 (0.31)       | 1,204 (47.38)  |
| 平均降雨日数 （≥1.0 mm）    | 1              | 0              | 0              | 0              | 11             | 13             | 15             | 15             | 15             | 15             | 5              | 0              | 90             |
| % 湿度                      | 69             | 64             | 62             | 61             | 70             | 80             | 79             | 81             | 82             | 83             | 78             | 73             | 73.5           |
| 平均月間日照時間            | 263.5          | 254.2          | 291.4          | 276.0          | 229.4          | 186.0          | 151.9          | 195.3          | 210.0          | 223.2          | 231.0          | 248.0          | 2,759.9        |
| 出典：Wetter Spiegel online |                |                |                |                |                |                |                |                |                |                |                |                |                |

## 対外関係

### 姉妹都市
- アンマン（ヨルダン）
- アムステルダム（オランダ）
- ボゴタ（コロンビア）
- カラカス（ベネズエラ）
- クリチバ（ブラジル）
- グアテマラシティ（グアテマラ）
- マディソン（アメリカ合衆国）
- マドリード（スペイン）
- マンチェスター（イギリス）
- マイアミ（アメリカ合衆国）
- モンテリマール（フランス）
- パナマ（パナマ）
- キト（エクアドル）
- ランス（フランス）
- リオデジャネイロ（ブラジル）
- サン・ホセ（コスタリカ）
- サン・ペドロ・スーラ（ホンジュラス）
- サン・サルバドル（エル・サルバドル）
- サンティアゴ・デ・チレ（チリ）
- 台北市（中華民国）
- ラパス（ボリビア）

## 交通

マナグアの交通地図

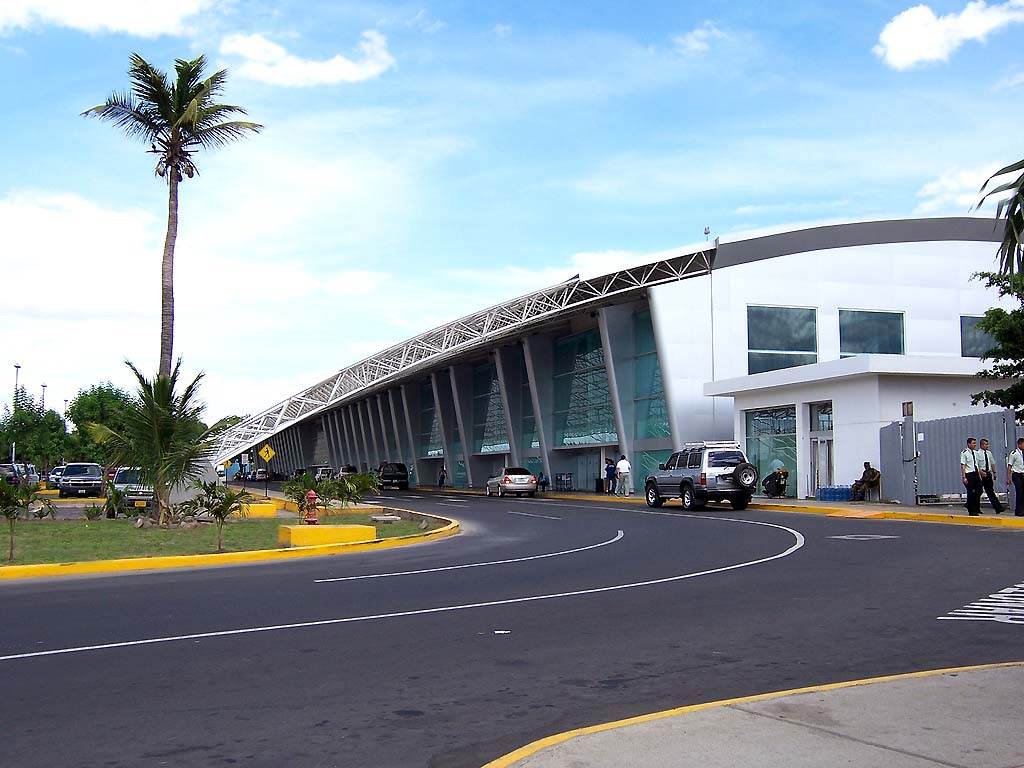
マナグア国際空港

### 空路

#### 空港
- マナグア国際空港

### 鉄道

#### 地下鉄
ニカラグアには鉄道が走っていない。ダニエル・オルテガ大統領により、中心部のアクセス路線として地下鉄の計画が提唱されたが実現には至っていない。

### バス
マナグアには30以上のバス路線が存在する。

#### 路線バス
- トランス・ニカなど

### 道路

#### 高速道路
- パンアメリカンハイウェイ

## 文化

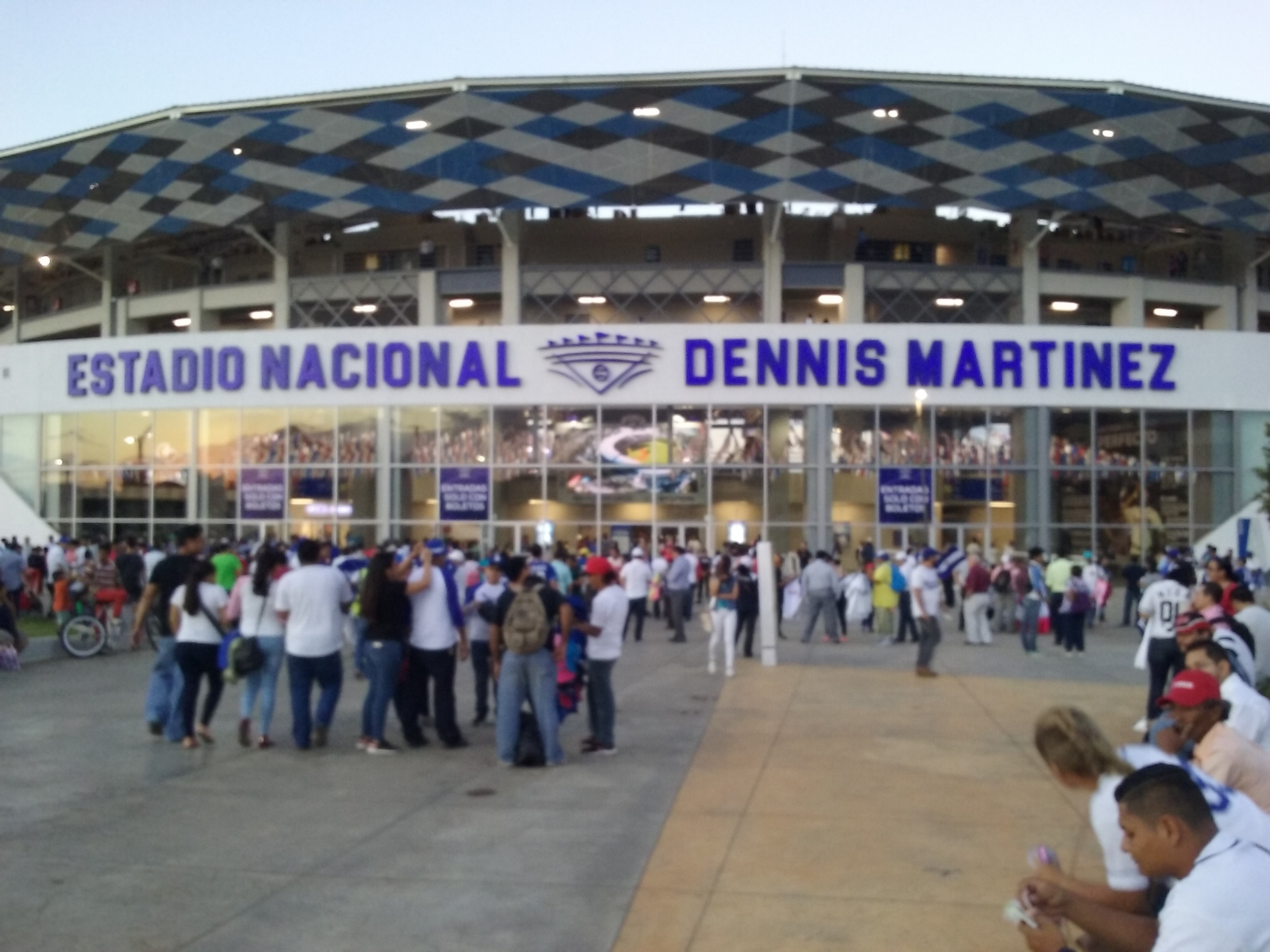
エスタディオ・デニス・マルティネス

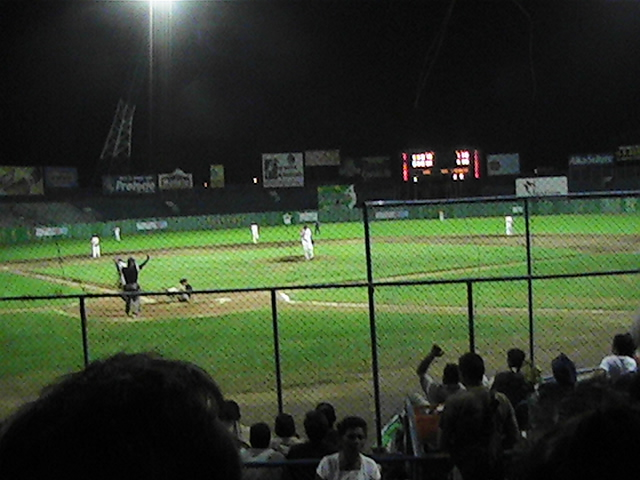
インディオス・デル・ボーエル

### スポーツ

#### 野球
- インディオス・デル・ボーエル - エスタディオ・デニス・マルティネスを本拠地とするリーガ・ニカラグエンセ・デ・ベイスボル・プロフェシオナルのプロ野球チーム

## 出身関連著名人
- 青柳晋（ピアニスト）[3][4]
- アレクシス・アルゲリョ（ボクサー、政治家）
- ジョコンダ・ベッリ（詩人）